# Gerard Wantenaar
Gerard Wantenaar MHM, né le 19 mars 1886 à Soest (Pays-Bas) et mort le 3 décembre 1951 à Basankusu (Congo belge), est un missionnaire et évêque catholique néerlandais qui fut le premier préfet apostolique et le premier vicaire apostolique de Basankusu.

## Biographie
Gerard Wantenaar naît dans une famille pieuse près d'Utrecht. Il fait son noviciat chez les missionnaires de Mill Hill où il est ordonné prêtre à l'âge de vingt-trois ans en 1909.
Il est envoyé au Congo belge en 1919, où il arrive avec trois autres missionnaires en janvier 1920 dans un territoire des plus reculés de la colonie au bord de la Lulonga dans un pays de forêt vierge peuplé principalement par les Mongos et dans d'autres parties par les Ngombés et les Bagandus. Ce territoire de Basankusu est considéré comme l'un des plus difficiles: évangélisé à partir de 1905 par le P. Gorgonius Brandsma (1874-1935), quinze des vingt-deux missionnaires de Mill Hill envoyés y sont morts précédemment de diverses maladies. Six mille chrétiens sont répartis en cinq postes de missions dans cet immense territoire d'environ 70 000 km2, ce qui représente presque deux fois la surface du royaume des Pays-Bas. De nouveaux bâtiments de mission sont installés en 1920-1921 à Basankusu à dix minutes de la rivière Lulonga avec une ferme de 125 hectares.
En 1924, le P. Wantenaar est nommé supérieur des missionnaires de Mill Hill de ce territoire, le P. Brandsma étant rentré en Europe. Les missionnaires sont alors une quinzaine répartis dans six postes, pour environ dix mille baptisés. Il fait ouvrir des écoles dans les postes de mission et certaines stations, ainsi qu'une école de formation des instituteurs à Bokakata. La mission s'appuie sur le recrutement de catéchistes locaux (160 en 1923) qui enseignent les populations. Depuis 1920, les premiers Frères de Mill Hill arrivent aussi dans les postes de Basankusu: ils sont chargés de la construction des bâtiments et de leur entretien, de l'aide matérielle des missions, ainsi que de l'apprentissage de l'agriculture aux habitants et de la formation technique des jeunes gens.

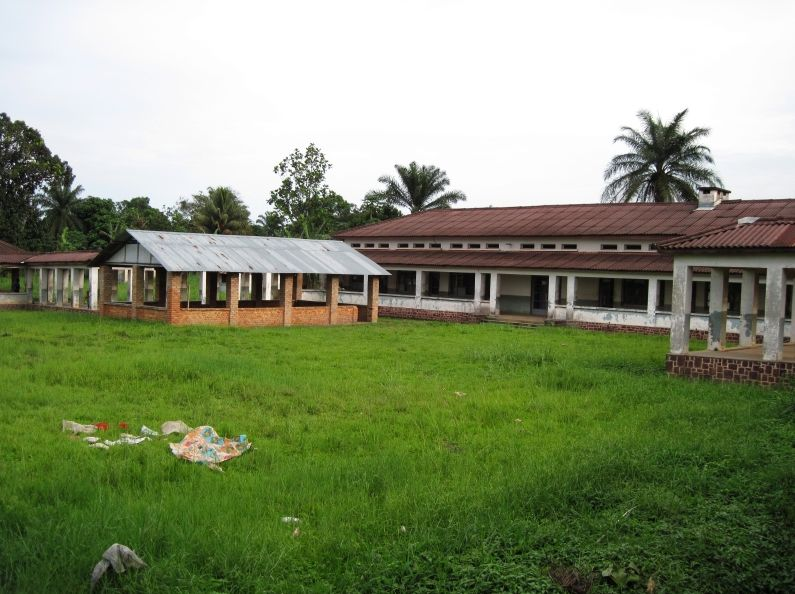
État actuel de l'ancien hôpital des religieuses de Basankusu

En 1926-1927, arrivent les premiers contingents de religieuses, issues de deux congrégations: les Sœurs de Saint-Vincent-de-Paul de Notre-Dame de Ten-Bunderen (de Moorslede dans les Flandres belges) et les franciscaines de Saint-Antoine d'Asten (Brabant-Septentrional). Elles s'occupent des dispensaires et de scolariser les filles, ainsi que d'œuvres de promotion des femmes (ateliers, formation, etc.) Les premières s'installent à Basankusu, les secondes au poste de Simba; plus tard elles s'installent également à Yalisélé, Lingomo, Befalé et Mompono. Le territoire connaît un tournant décisif et un véritable redémarrage.
Cela est confirmé lorsque Rome érige Basankusu en préfecture apostolique. Gerard Wantenaar en est nommé le premier préfet aspotolique le 2 février 1927. C'est un homme de grande taille et maigre, le front dégarni avec une petite barbe pointue. Il est à la fois énergique et humble et parcourt jusqu'à la fin de sa vie son immense territoire, n'hésitant pas à dormir la nuit dans des abris précaires en pleine forêt vierge. C'est également un homme très pieux, attaché aux rites et à l'observance rigoureuse des règles de l'Église de cette époque.

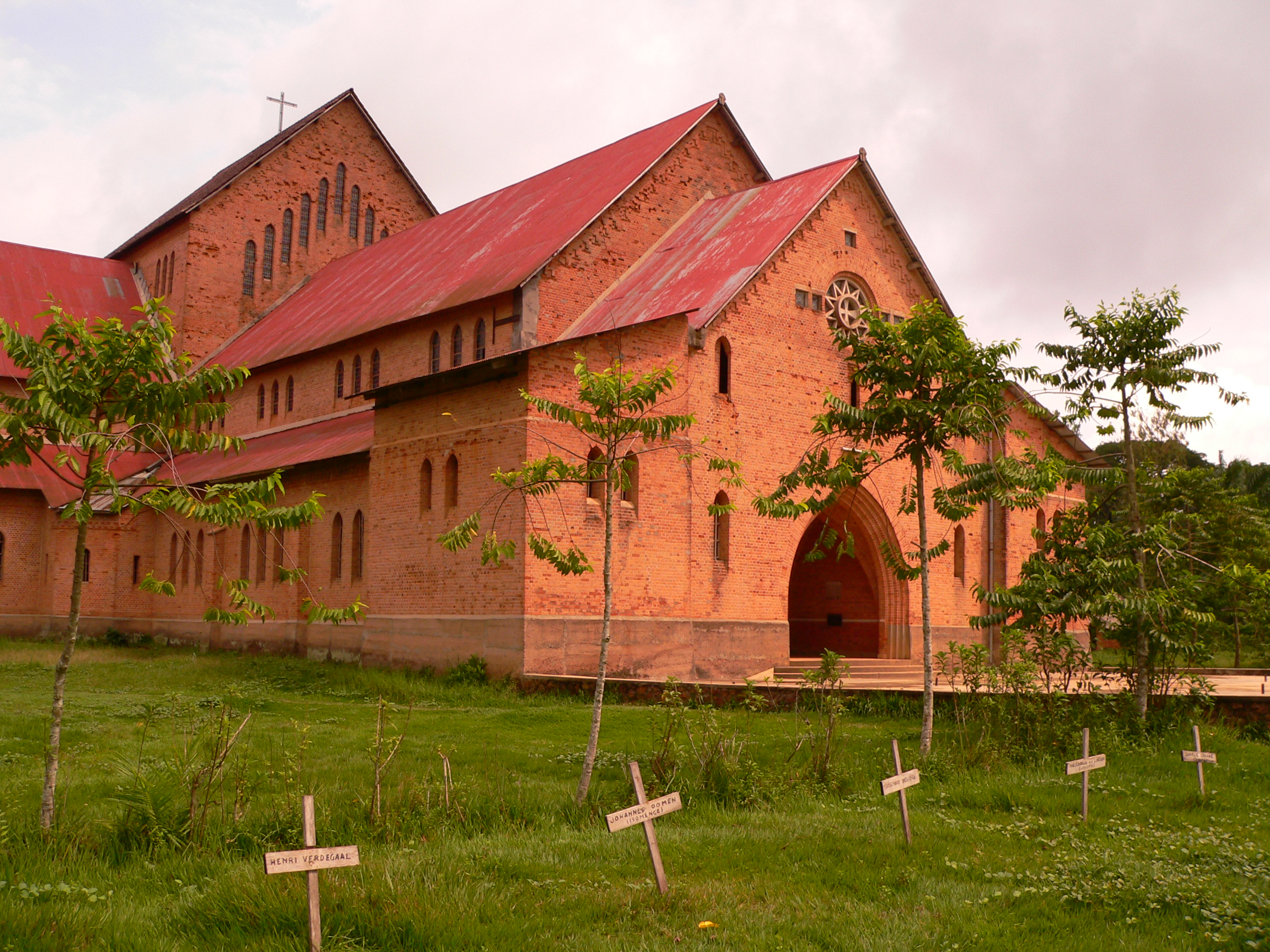
Cathédrale de Basankusu

Gerard Wantenaar inaugure une période de construction: en douze ans, il fait construire par les frères (au premier rang desquels Jan de Koning) neuf vastes églises de brique dans neuf postes ouverts et la grande église de Basankusu, future cathédrale. Les frères construisent aussi le couvent des Sœurs de Moorslede à Basankusu et les couvents de Mampoko (1936) et Kodoro (1937), ainsi qu'une crèche et plusieurs écoles. Au début des années 1930, il y a trente-sept prêtres et sept frères qui travaillent dans la préfecture apostolique, ainsi que vingt-deux sœurs. Ces dernières instruisent également les enfants des planteurs européens des environs dont les plantations se trouvent à proximité des postes.
De nouveaux postes ouvrent dans les années 1930 à Yalisélé, Yamboyo (à l'est), Waka (au bord de la Maringa), Kodoro (chez les Ngombés) et des stations. À la veille de la Seconde Guerre mondiale, il y a quarante-sept prêtres et neuf frères répartis dans quinze postes.
Le 23 janvier 1949, le territoire est érigé en vicariat apostolique, Gerard Wantenaar est sacré évêque titulaire d'Uzalis (de) dans sa ville natale de Soest par Mgr Nicolas Stam MHM le 14 avril 1949.
Il meurt soudainement d'une crise cardiaque à Basankusu en décembre 1951. Willem van Kester (1906-1989) lui succède. À cette époque, sur 200 000 habitants, 19% sont baptisés catholiques.